# Хирошима (префектура)
Хирошима (на японски: 広島県, по английската Система на Хепбърн Hiroshima-ken, Хирошима-кен) е една от 47-те префектури на Япония. Хирошима е с население от 2 878 915 жители (2000 г.) и има обща площ от 8476,95 км². Едноименният град Хирошима е административният център на префектурата.